# Christoph Friedrich Laage
Christoph Friedrich Laage (* 19. Oktober 1772 in einer Holländerei in Nütschau; † 19. Oktober 1839 in Quickborn) war ein deutscher Hegereiter.

## Leben und Wirken
Christoph Friedrich Laages Vorfahren gingen zurück auf den Schlachter Joachim Laage, der am 3. Mai 1705 in Schönberg getauft wurde und am 4. August 1789 in Rethfurth im Kirchspiel Bergstedt starb. Seine Söhne lebten in Holstein und Mecklenburg, ihre Nachkommen wurden auch in Dänemark und Amerika sesshaft. Weitere bekannte Mitglieder der Familie sind der Laienforscher Hans Christian Laage und der Maler Wilhelm Laage.
Christoph Friedrich Laage war ein Sohn des Gutsbesitzers Christian Friedrich Laage (um 1732–1801) und dessen Ehefrau Johanna Dorothea, geborene Kröger, später verheiratete Kräck. Er lebte als Hegereiter in Quickborn und hatte Dienstländereien, um deren Urbarmachung er sich Verdienste erwarb. Es handelte sich dabei um einen wüsten Heideplatz mit einer Fläche von 1000 Quadratruten. Hierfür erhielt er am 29. September 1817 die silberne Ehrenmedaille der Schleswig-Holsteinischen Patriotischen Gesellschaft.
Christoph Friedrich Laage war verheiratet mit Anna Abel Müller (1781–1858). Das Ehepaar hatte fünf Söhne und drei Töchter, darunter den adoptierten Hermann Friedrich Laage (1803–1867), der in Hamburg eine Architektenfamilie gründete. Zu den Söhnen gehörte außerdem Nicolaus Johann Laage (1816–1887), der als Advokat in Lauenburg lebte.